# Corredor de la mort

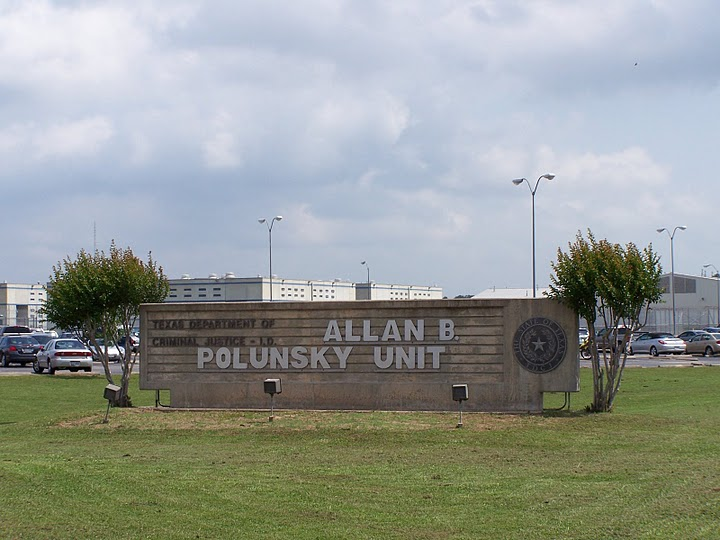
La Unitat Allan B. Polunsky té el corredor de la mort per a homes de Texas, Estats Units

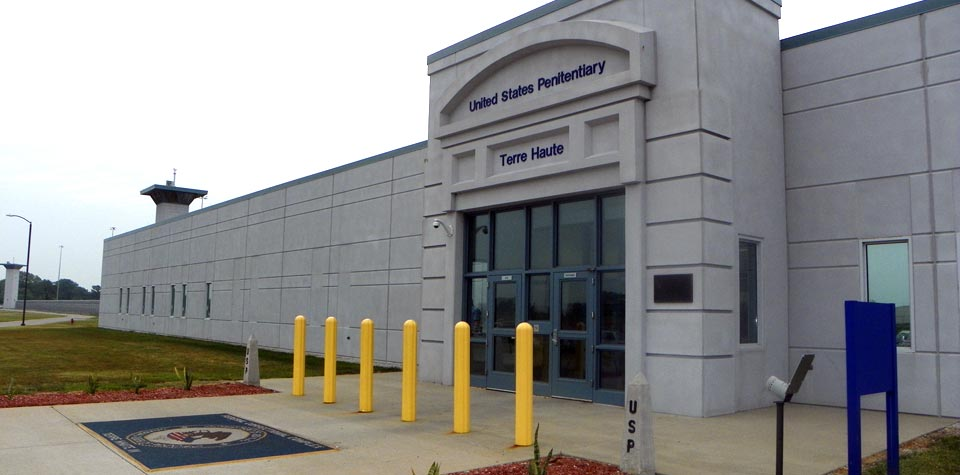
La USP Terre Haute, situada a Terre Haute (Indiana) té el corredor de la mort per a homes del govern federal dels Estats Units

Corredor de la mort és el nom que se li dona a la cel·la dels condemnats a mort, sovint és una secció d'una presó, on es troben les cel·les dels individus que esperen l'execució. El terme s'usa a més per designar al temps d'espera de l'execució ("estar en el corredor de la mort"), àdhuc en llocs on no hi ha una secció separada o instal·lacions especials per a les execucions.
Després que un individu és declarat culpable d'un crim i sentenciat a mort, romandrà al corredor de la mort mentre continua qualsevol procediment d'apel·lació, i després el temps necessari per a l'execució. A causa del complexos, costosos i extensos que són els procediments d'apel·lació que han de realitzar-se abans de l'execució, en algunes jurisdiccions, els presos poden passar anys en el corredor de la mort, per exemple als Estats Units; gairebé una quarta part de morts en el corredor de la mort als Estats Units són en realitat degut a causes naturals.
Normalment, els presoners del corredor de la mort solen tenir limitades les seves comunicacions. No obstant això, des de 2000 la posada en funcionament de la xarxa social Write a Prisoner va possibilitar que gairebé 300 reus amb condemnes a penes capitals poguessin establir contacte amb l'exterior. Alguns governs estatals com els de Montana i Florida, no obstant això, van implementar restriccions per impedir l'ús d'aquesta comunitat virtual.
Els opositors a la pena de mort denuncien que l'aïllament i la incertesa del presoner sobre la seva destinació constitueixen una forma de crueltat i que, especialment, el llarg període en el corredor de la mort porta als presidiaris a acabar mentalment malalts si ja no ho estan. Això és conegut com el fenomen del corredor de la mort.
A Gran Bretanya, als convictes, se'ls donava una apel·lació de la seva sentència, i si aquesta apel·lació descobria que involucrava un punt important de llei era portada a la Cambra dels Lords i se li commutava la pena per presó perpètua.
En alguns països del Carib que autoritzen les execucions el Judicial Committee of the Privy Council és l'última cort d'apel·lacions. Això ha sostingut apel·lacions per presos que van passar diversos anys amb sentència de mort, establint que aquest tribunal no desitja veure el fenomen del corredor de la mort emergir en països sota la seva jurisdicció. Haití va continuar el convencional "indult si no era executat dins dels 90 dies del procés" adoptat per Gran Bretanya abans de la seva abolició (Haití més tard va abolir la pena de mort el 1987).